# Lorenz Sichart
Lorenz Sichart (auch Sichert und Sighard, * 8. Dezember 1694 in Nürnberg; † 6. Mai 1771 ebenda) war ein deutscher Komponist und Organist.

## Leben und Werk
Lorenz Sichart wirkte ab 1719 in Nürnberg auf dem Musikchor der Frauenkirche als Organist, ab 1743 wirkte er in gleicher Position an St. Egidien.
Lorenz Sichart komponierte Sonaten und Fugen für Clavier und Orgel sowie Kirchenkantaten. Die Staatsbibliothek München besitzt das Vollständige Choralbuch, darinnen die gebräuchlichsten Melodien enthalten sind (1755) von Lorenz Sichart.